# Mampituba
Mampituba is een gemeente in de Braziliaanse deelstaat Rio Grande do Sul. De gemeente telt 2.972 inwoners (schatting 2009).

## Aangrenzende gemeenten
De gemeente grenst aan Morrinhos do Sul, Torres, Três Forquilhas, Praia Grande (SC) en São João do Sul (SC).